# Rancé (Ain)
Pour les articles homonymes, voir Rancé.
Rancé est une commune française, située dans le département de l'Ain en région Auvergne-Rhône-Alpes.

## Géographie
Situé sur le plateau de Dombes, à environ 9 km au nord-est de Trévoux, le village présente un caractère rural avec un habitat peu dense concentré autour de la place de l'église. Il se complète de hameaux et de lotissements résidentiels plus récents dispersés sur le territoire communal.

### Climat
Pour des articles plus généraux, voir Climat d'Auvergne-Rhône-Alpes et Climat de l'Ain.
En 2010, le climat de la commune est de type climat océanique dégradé des plaines du Centre et du Nord, selon une étude du CNRS s'appuyant sur une série de données couvrant la période 1971-2000. En 2020, Météo-France publie une typologie des climats de la France métropolitaine dans laquelle la commune est dans une zone de transition entre le climat semi-continental et le climat de montagne et est dans la région climatique Bourgogne, vallée de la Saône, caractérisée par un bon ensoleillement (1 900 h/an), un été chaud (18,5 °C), un air sec au printemps et en été et des vents faibles.
Pour la période 1971-2000, la température annuelle moyenne est de 11,5 °C, avec une amplitude thermique annuelle de 17,8 °C. Le cumul annuel moyen de précipitations est de 881 mm, avec 9,2 jours de précipitations en janvier et 7,2 jours en juillet. Pour la période 1991-2020, la température moyenne annuelle observée sur la station météorologique de Météo-France la plus proche, « Villefranche », sur la commune de Villefranche-sur-Saône à 12 km à vol d'oiseau, est de 13,1 °C et le cumul annuel moyen de précipitations est de 790,9 mm,. Pour l'avenir, les paramètres climatiques de la commune estimés pour 2050 selon différents scénarios d'émission de gaz à effet de serre sont consultables sur un site dédié publié par Météo-France en novembre 2022.

## Urbanisme

### Typologie
Au 1er janvier 2024, Rancé est catégorisée commune rurale à habitat dispersé, selon la nouvelle grille communale de densité à 7 niveaux définie par l'Insee en 2022.
Elle est située hors unité urbaine. Par ailleurs la commune fait partie de l'aire d'attraction de Lyon, dont elle est une commune de la couronne,. Cette aire, qui regroupe 397 communes, est catégorisée dans les aires de 700 000 habitants ou plus (hors Paris),.

### Occupation des sols
L'occupation des sols de la commune, telle qu'elle ressort de la base de données européenne d’occupation biophysique des sols Corine Land Cover (CLC), est marquée par l'importance des territoires agricoles (80,2 % en 2018), en diminution par rapport à 1990 (81,3 %). La répartition détaillée en 2018 est la suivante : 
terres arables (72,8 %), forêts (12,1 %), zones urbanisées (7,8 %), zones agricoles hétérogènes (4,1 %), prairies (3,3 %).
L'évolution de l’occupation des sols de la commune et de ses infrastructures peut être observée sur les différentes représentations cartographiques du territoire : la carte de Cassini (XVIIIe siècle), la carte d'état-major (1820-1866) et les cartes ou photos aériennes de l'IGN pour la période actuelle (1950 à aujourd'hui).

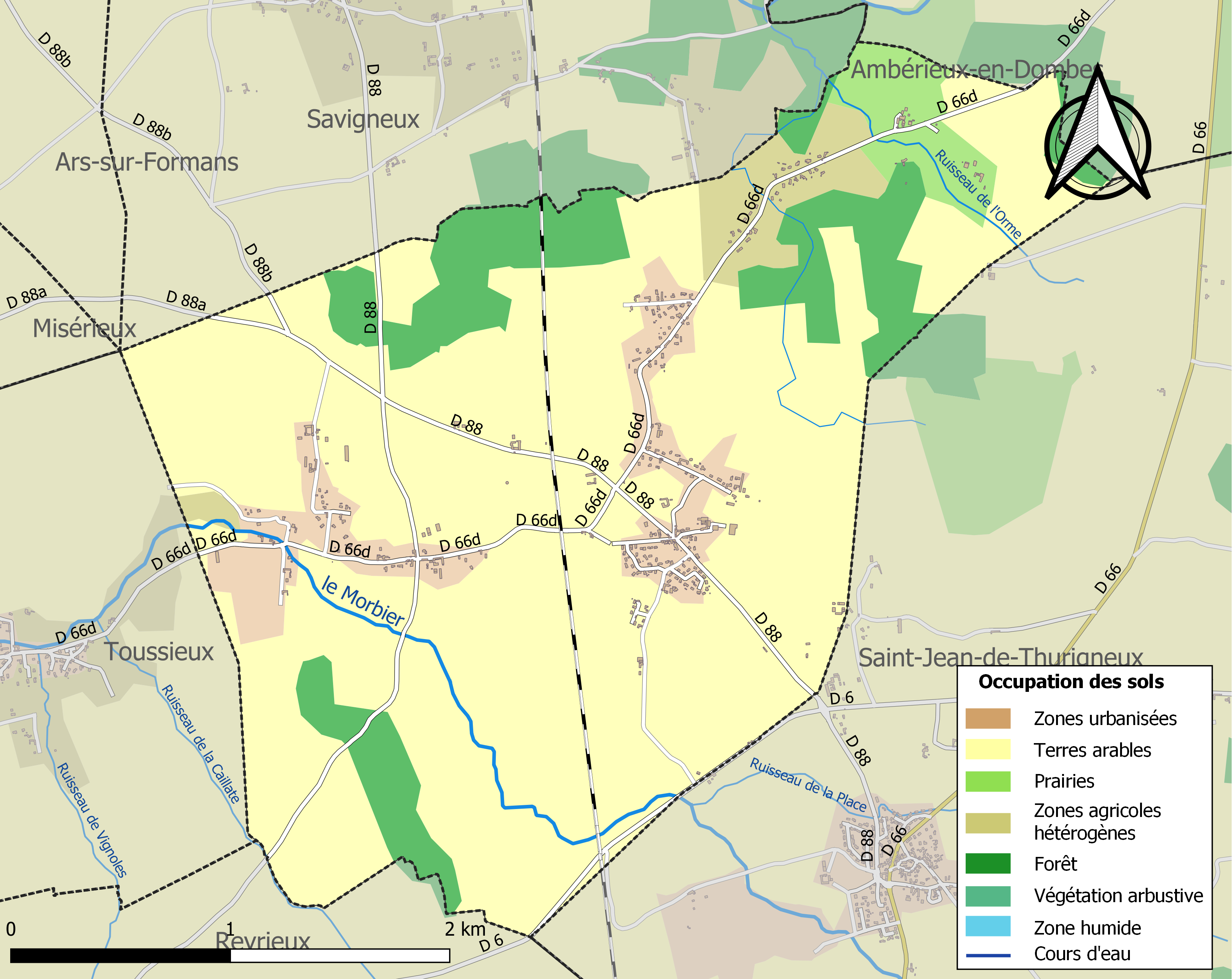
Carte des infrastructures et de l'occupation des sols de la commune en 2018 (CLC).

## Toponymie
Rancé est attesté sous la forme Rantiaco en 993 - 1032.
Les toponymistes rapprochent Rancé de Rancy (Saône-et-Loire, Rancei vers 1150) et Ranchicourt (Pas-de-Calais, Rancicurtis en 1072, c'est-à-dire Ranci + cortem). Il s'agit d'un toponyme gallo-roman composé des éléments Rancius, nom de personne latin, suivi du suffixe -acum.

## Histoire
Village mentionné dès le Xe siècle, il dépend successivement du domaine des sires de Villars, de l'abbaye de l'Île Barbe puis de celui des sires de Beaujeu en 1402, et fait partie de la souveraineté de Dombes jusqu'au rattachement de celle-ci au royaume de France en 1762. En 1790, il devient une commune du département de l'Ain appartenant au canton de Trévoux, puis à celui de Reyrieux en 1985, enfin à celui de Villars-les-Dombes en 2015.

## Politique et administration

### Découpage territorial
La commune de Rancé est membre de la communauté de communes Dombes Saône Vallée, un établissement public de coopération intercommunale (EPCI) à fiscalité propre créé le 1er janvier 2014 dont le siège est à Trévoux. Ce dernier est par ailleurs membre d'autres groupements intercommunaux.
Sur le plan administratif, elle est rattachée à l'arrondissement de Bourg-en-Bresse, au département de l'Ain et à la région Auvergne-Rhône-Alpes. Sur le plan électoral, elle dépend du  canton de Villars-les-Dombes pour l'élection des conseillers départementaux, depuis le redécoupage cantonal de 2014 entré en vigueur en 2015, et de la deuxième circonscription de l'Ain  pour les élections législatives, depuis le dernier découpage électoral de 2010.

### Administration municipale
| Période                                  | Période      | Identité           | Étiquette | Qualité                                      |
| ---------------------------------------- | ------------ | ------------------ | --------- | -------------------------------------------- |
| mars 1971                                | mars 1983    | Roger Villier      |           |                                              |
| mars 1983                                | mars 1989    | Georges Carronnier |           |                                              |
| mars 1989                                | octobre 1990 | Muriel Abdel       |           | démissionnaire en octobre 1990               |
| janvier 1991                             | mars 2001    | Édith Paturel      |           |                                              |
| 23 mars 2001                             | mai 2020     | Brigitte Coulon    | UMP-LR    | Cadre Conseillère départementale depuis 2015 |
| 23 mai 2020                              | En cours     | Fabien Bihler      |           |                                              |
| Les données manquantes sont à compléter. |              |                    |           |                                              |

## Démographie
L'évolution du nombre d'habitants est connue à travers les recensements de la population effectués dans la commune depuis 1793. Pour les communes de moins de 10 000 habitants, une enquête de recensement portant sur toute la population est réalisée tous les cinq ans, les populations de référence des années intermédiaires étant quant à elles estimées par interpolation ou extrapolation. Pour la commune, le premier recensement exhaustif entrant dans le cadre du nouveau dispositif a été réalisé en 2004.
En 2022, la commune comptait 760 habitants, en évolution de +4,54 % par rapport à 2016 (Ain : +5,15 %, France hors Mayotte : +2,11 %).
| 1793 | 1800 | 1806 | 1831 | 1836 | 1841 | 1846 | 1851 | 1856 |
| ---- | ---- | ---- | ---- | ---- | ---- | ---- | ---- | ---- |
| 185  | 164  | 284  | 230  | 209  | 243  | 252  | 253  | 258  |

| 1861 | 1866 | 1872 | 1876 | 1881 | 1886 | 1891 | 1896 | 1901 |
| ---- | ---- | ---- | ---- | ---- | ---- | ---- | ---- | ---- |
| 263  | 285  | 306  | 298  | 280  | 283  | 300  | 272  | 252  |

| 1906 | 1911 | 1921 | 1926 | 1931 | 1936 | 1946 | 1954 | 1962 |
| ---- | ---- | ---- | ---- | ---- | ---- | ---- | ---- | ---- |
| 255  | 242  | 250  | 221  | 220  | 202  | 215  | 222  | 192  |

| 1968 | 1975 | 1982 | 1990 | 1999 | 2004 | 2006 | 2009 | 2014 |
| ---- | ---- | ---- | ---- | ---- | ---- | ---- | ---- | ---- |
| 190  | 204  | 323  | 410  | 498  | 633  | 640  | 644  | 703  |

| 2019 | 2022 | - | - | - | - | - | - | - |
| ---- | ---- | - | - | - | - | - | - | - |
| 726  | 760  | - | - | - | - | - | - | - |

## Culture et patrimoine

### Lieux et monuments

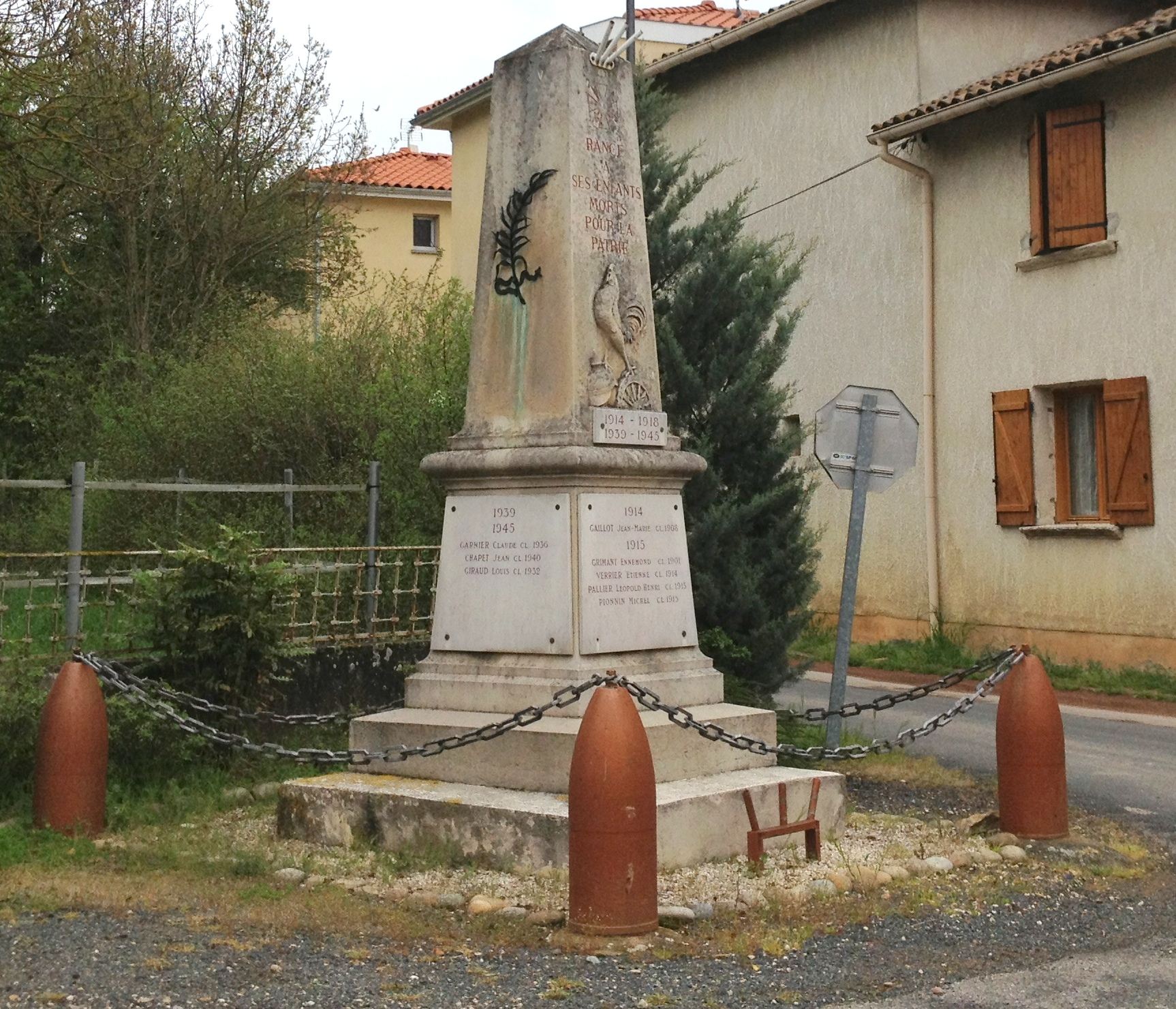
Monument aux morts de Rancé.

- La Pierre brune est un site classé constitué d'un mégalithe de granit, d'origine glaciaire, situé au milieu d'un champ près du hameau du Limandas. Ce bloc erratique a été charrié par une moraine en provenance du massif du Mont-Blanc situé à 250 km de là[20].
- L'église Saint-Pierre, mentionnée au XIIe siècle, est reconstruite au XVIIe siècle mais elle a conservé quelques vestiges de l'époque romane notamment l'ancien portail. Ce dernier est masqué par un clocher-porche de style néo-roman ajouté à l'édifice en 1889. L'intérieur qui présente une nef unique plafonnée et un chœur très simple, a fait en 2010 l'objet d'une complète restauration grâce notamment à une souscription publique lancée en partenariat avec la Fondation du patrimoine.